# Mail coach

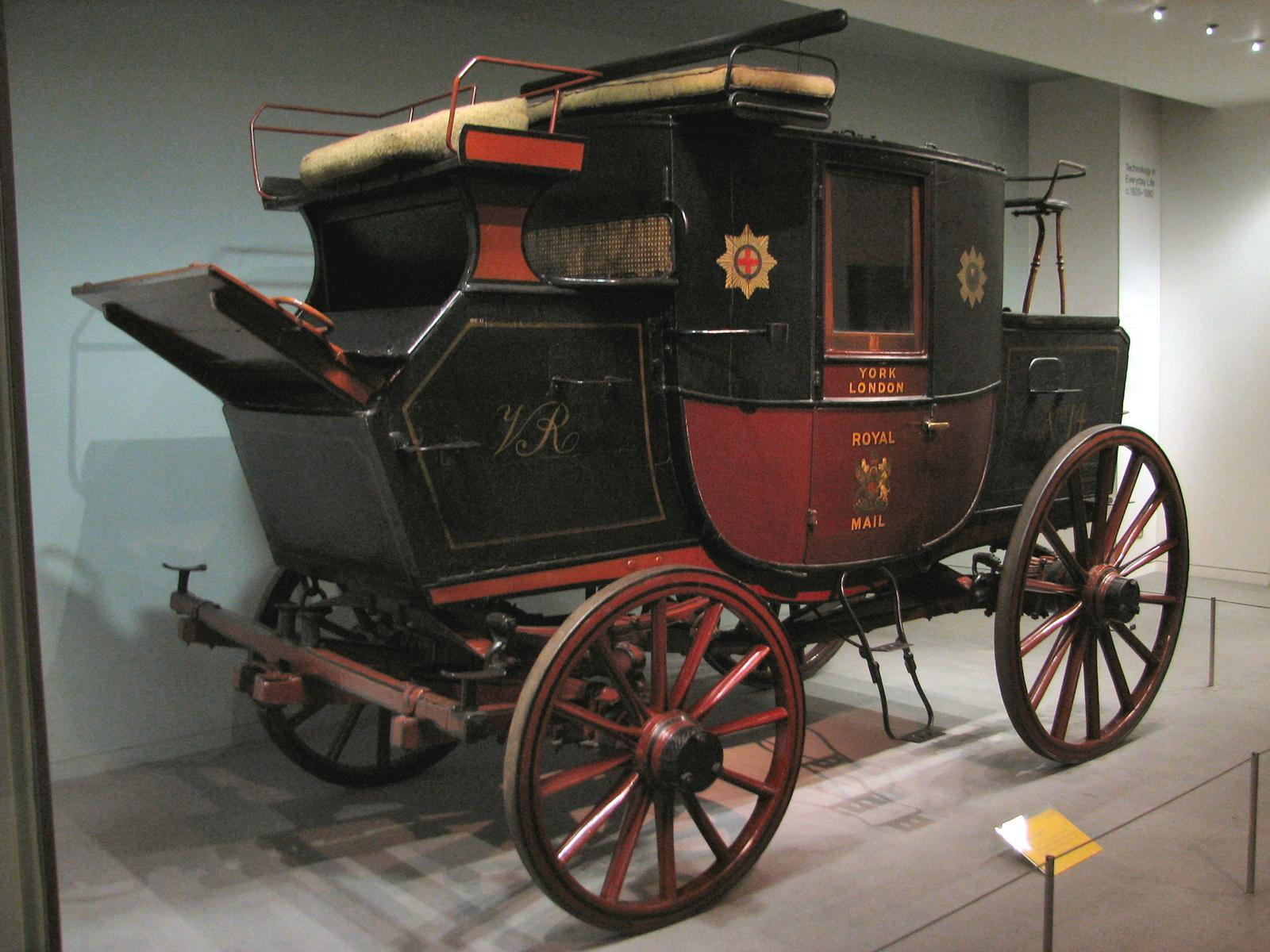
Royal Mail Coach vagn

Mail Coach var en fyrhjulig hästdragen vagn, avsedd för att leverera post över hela Storbritannien. Vagnen var i bruk från slutet av 1700-talet men ersattes under slutet av 1800-talet av tåg och lokdragna postvagnar. 

## Historia
Storbritanniens postservice startades 1635 och posten levererades då med hjälp av beridna brevbärare. Detta tog dock oftast lång tid och var väldigt ansträngande för de postanställda. De beridna brevbärarna var dessutom ofta utsatta för rån och övergrepp längs vägarna. 
En teaterägare i engelska Bath vid namn John Palmer föreslog då att man skulle använda vagnar, på samma sätt som han transporterade skådespelare och material mellan olika teatrar. Han gav sitt förslag till postkontoret i London år 1782. Den brittiska finansministern William Pitt tillät John Palmer att göra en provrunda mellan Bristol och London, så länge han skaffade en passande vagn själv. 
Den 2 augusti 1784 lät John Palmer vagnen köra iväg till London där den anlände endast 16 timmar efteråt. Med ryttare och häst brukade samma resa ta hela 38 timmar. Denna lyckade första rundan imponerade på William Pitt som gav sitt tillstånd till att lägga upp nya rutter och vägar för posten. 
Från början finansierades både vagn, kusk och häst av privatpersoner som slogs om att få ett kontrakt och en rutt för det engelska postkontoret, då dessa betalade en bra summa för att tjänsten. Det fanns även bra pengar att tjäna på att plocka upp passagerare på vägen och låta dem betala för resan, som en taxi. Men under början av 1800-talet skaffade Postkontoret egna vagnar, alla målade i svart och vinrött. Vagnarna byggdes och renoverades då av John Besant som hade designat och byggt vagnen, och hans partner John Vidler. De hade monopol på att bygga, leverera och göra service på vagnarna åt Posten. 
Vagnarna skulle så småningom minska när järnvägar lades ut över hela England. Den första postvagnen gick mellan Liverpool och Manchester den 11 november 1830. Vagnarna användes trots det ända fram till 1840-talet medan järnvägarna byggdes ut. Men den sista långa rutten att gå med häst och vagn var mellan Norwich och London och den stängdes ner 1846. De lokala rutterna stängdes ner under 1850-talet när även lokaltrafiken ersattes med tåg.

## Utseende
Mail coach-vagnen var en fyrhjulig, mycket stor hästvagn som ofta drogs av fyra körhästar. Vagnskroppen var något avrundad med en kuskbock fram, ett säte på taket och ett säte längst bak över en stor koffert eller låda där alla brev och paket lades. En vakt från Postkontoret satt för det mesta på sätet ovanför lådan, men han var den enda post-anställda som åkte med vagnen. 
Inuti vagnskroppen fanns även två säten med plats för ca 5-6 personer och kuskarna plockade ofta upp passagerare som skulle till olika destinationer utmed vägen. Detta var ofta för att tjäna en extra slant. Men vagnen var inte byggd för komfort och var därför väldigt obekväm att åka, speciellt innan vägarna förbättrades. 
Efter att Postkontoret skaffat egna vagnar målades de alltid i de officiella färgerna svart och vinrött och vagnen var ofta dekorerad med emblem och postkontorets logo i mässing. 

## Amerikanska postvagnar

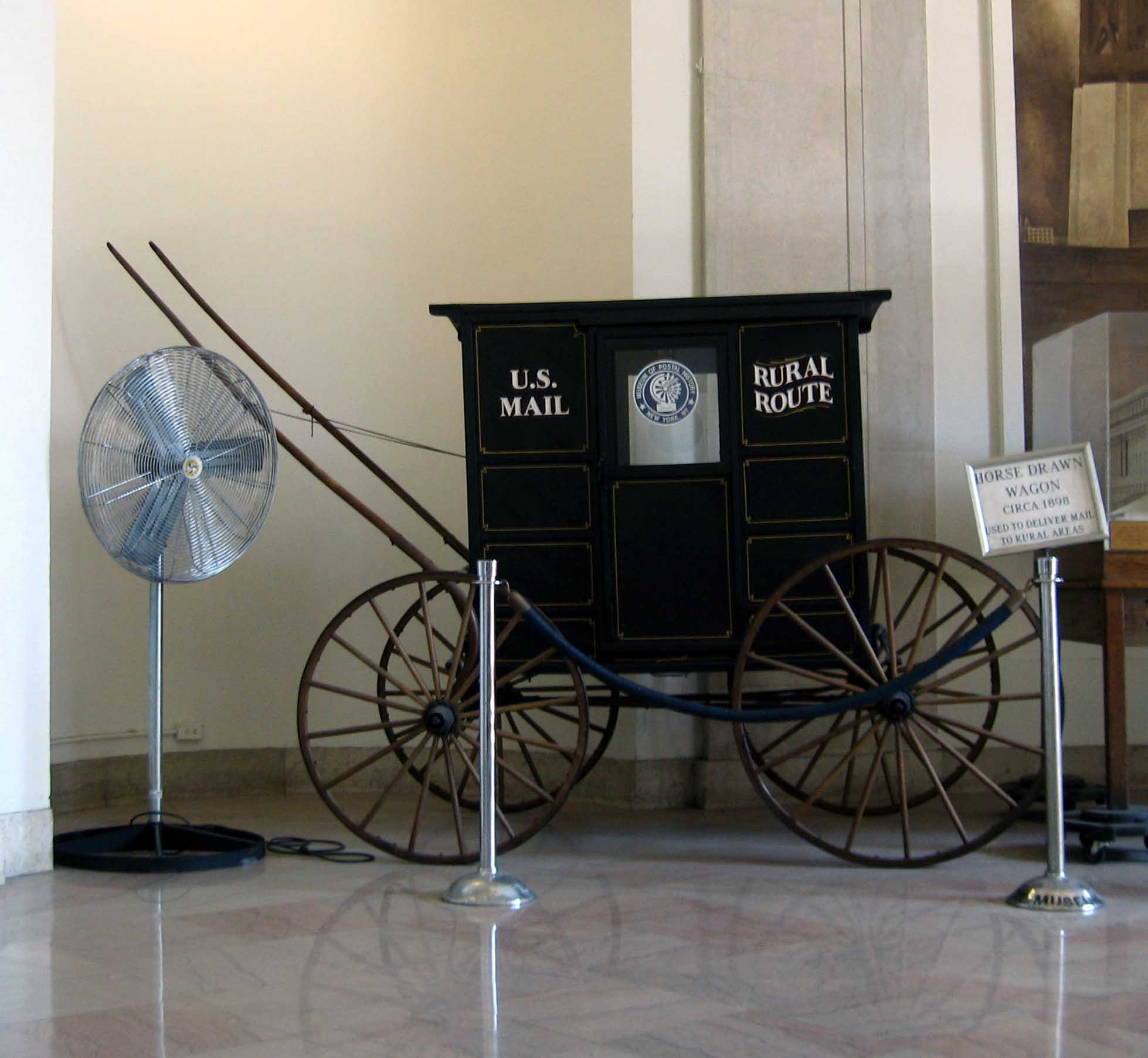
Vagnarna som användes till lokala leveranser i amerikanska storstäder var mycket mindre och utan plats för några passagerare

Även i Nordamerika användes hästdragna vagnar för att dela ut post, oftast de diligenser som utvecklades under vilda västern. 
De vagnarna som användes för lokala leveranser i storstäder var dock mycket lättare och drogs av enbart en häst. Vagnen var fyrkantig och mycket mindre än de engelska Mail coaches, eller diligenserna. Inuti vagnskroppen fanns inga säten och vagnen hade inte heller någon kuskbock utan kusken fick dela ut posten gående vid sidan av hästen eller ridandes på dess rygg. Ibland kunde kuskarna dock sitta på taket på vagnarna även om det inte fanns några säten där. På sidan av vagnarna fanns dörrar med glasfönster som man fick öppna för att lägga in säckar med post eller paket.